# Adetus cylindricus
Adetus cylindricus es una especie de escarabajo del género Adetus, familia Cerambycidae. Fue descrita científicamente por Bates en 1866.
Habita en Bolivia y Brasil. Los machos y las hembras miden aproximadamente 7-8 mm. El período de vuelo de esta especie ocurre en los meses de enero, febrero, marzo, abril, junio, julio, agosto, septiembre y octubre.